# اللغة الياقوتية
لغة ياقوتيّة أو لغة الساخا هي لغة أتراكيّة يتحدث بها ما يقارب 450 الف نسمة من شعب الياكوت غالبيتهم في جمهوريّة ياقوتيا في أقصى شمال الإتحاد الروسي. تنتمي اللغة الياقوتية للفرع السيبري الشمالي من اللغات الأتراكية إلى جانب لغة الدولغان.

## الأبجدية الياقوتية
تكتب الياقوتية بالأبجدية السريلية وتحتوي على 38 حرفاً.